# Ars Musici
Ars Musici (lateinisch für ‚Kunst der Musik‘) ist ein deutsches Musiklabel mit Sitz in Freiburg im Breisgau.
Die Geschichte des Labels ist eng mit jener des Labels Deutsche Harmonia Mundi verknüpft; dieses wurde von Rudolf Ruby in Freiburg gegründet und ist für renommierte Aufnahmen in der Alten Musik mit historischer Aufführungspraxis bekannt. Als die Deutsche Harmonia Mundi 1994 an den Konzern Sony BMG verkauft wurde, setzte die Freiburger Musik Forum GmbH das Label unter dem Namen „Ars Musici“ fort. Die angebotene Musik erweiterte sich auf die Musik des Mittelalters bis hin zu aktueller zeitgenössischer Musik, wobei die Schwerpunkte in den Bereichen der vokalen Ensemblemusik und instrumentaler Musik liegen.
Das Sortiment reicht über mittelalterliche über klassische bis zur zeitgenössischen Musik.